# Liste der Stolpersteine in Trossingen
Die Liste der Stolpersteine in Trossingen führt die vom Künstler Gunter Demnig verlegten Stolpersteine in der Stadt Trossingen auf. Mit diesen kleinen Gedenktafeln soll an das Schicksal der Menschen erinnert werden, die während des Nationalsozialismus ermordet, deportiert, vertrieben oder in den Suizid getrieben wurden.
Soweit bekannt gab es vor 1945 in Trossingen keine jüdischen Einwohner.
Im Oktober 2021 wurden zunächst fünf Stolpersteine verlegt. Die fünf Menschen, denen damit gedacht wird, wurden 1940 im Rahmen der Aktion T4 in der Tötungsanstalt Grafeneck ermordet. Stand Oktober 2021 waren 13 Trossinger Einwohner namentlich bekannt, die in Grafeneck ermordet wurden; es wird recherchiert, ob es weitere NS-Opfer aus Trossingen gab. Die Initiative zur Verlegung der Stolpersteine ging vom Trägerverein des Museum Auberlehaus und dessen Vorsitzenden Volker Neipp aus, der Trägerverein kam auch für die Kosten der ersten fünf Stolpersteine auf. Die Entscheidung im Gemeinderat über die Verlegung der Stolpersteine fiel im September 2021 mit großer Mehrheit.
Im Oktober 2024 wurden weitere fünf Stolpersteine verlegt.

## Liste
| Stolperstein | Inschrift | Standort                   | Name, Leben |
| ------------ | --- | -------------------------- | --- |
|              | HIER WOHNTE ADOMINA BIRK GEB. SEEGER JG. 1904 EINGEWIESEN 1931 HEILANSTALT ROTTENMÜNSTER VERLEGT 16.9.1940 GRAFENECK ERMORDET 16.9.1940 'AKTION T4'   | Ernst-Hohner-Straße 46 (⊙) | Adomina Birk, geb. Seeger, * 7. August 1904 in Herrlingen Der Stolperstein wurde am 20. Oktober 2021 verlegt. |
|              | HIER WOHNTE INGE BIRK JG. 1938 EINGEWIESEN 1944 HEILANSTALT EICHBERG KINDERFACHABTEILUNG ERMORDET 5.9.1944                                            | Eberhardstraße 17 (⊙)      | Inge Birk Der Stolperstein wurde am 21. Oktober 2024 verlegt. |
|              | HIER WOHNTE BARBARA BURGER GEB. TRICHTINGER JG. 1889 EINGEWIESEN 1927 HEILANSTALT WIESLOCH VERLEGT 17.7.1940 GRAFENECK ERMORDET 17.7.1940 'AKTION T4' | Butschstraße 6 (⊙)         | Barbara Burger, geb. Trichtinger, * 27. Juni 1889 in Trossingen; letzter Wohnort: Heidelberg Der Stolperstein wurde am 21. Oktober 2024 verlegt. |
|              | HIER WOHNTE KLARA MARIA GAMPER JG. 1887 EINGEWIESEN 1926 HEILANSTALT ROTTENMÜNSTER VERLEGT 29.11.1940 GRAFENECK ERMORDET 29.11.1940 AKTION T4         | Marktplatz 1 (⊙)           | Klara Maria Gamper, geb. Haller, * 13. Juli 1887 in Aldingen Der Stolperstein wurde am 21. Oktober 2024 verlegt. |
|              | HIER WOHNTE HANS HOHNER JG. 1904 EINGEWIESEN DIAKONIE STETTEN VERLEGT 29.11.1940 GRAFENECK ERMORDET 29.11.1940 'AKTION T4'                            | Tuninger Straße 10 (⊙)     | Hans Hohner, * 31. März 1904 in Trossingen Der Stolperstein wurde am 20. Oktober 2021 verlegt. |
|              | HIER WOHNTE ERNST KOCH JG. 1913 EINGEWIESEN 1937 HEILANSTALT ROTTENMÜNSTER VERLEGT 5.8.1940 GRAFENECK ERMORDET 5.8.1940 'AKTION T4'                   | Butschstraße 20 (⊙)        | Ernst Koch, * 10. Januar 1913 in Trossingen, kaufmännischer Angestellter Der Stolperstein wurde am 20. Oktober 2021 verlegt. |
|              | HIER WOHNTE EMMA KRATT JG. 1905 EINGEWIESEN 1931 HEILANSTALT ROTTENMÜNSTER VERLEGT 17.6.1940 GRAFENECK ERMORDET 17.6.1940 AKTION T4                   | Hauptstraße 45 (⊙)         | Emma Kratt Der Stolperstein wurde am 21. Oktober 2024 verlegt. |
|              | HIER WOHNTE BERTA ANNA LANG JG. 1903 EINGEWIESEN 1928 HEILANSTALT ROTTENMÜNSTER VERLEGT 25.9.1940 GRAFENECK ERMORDET 25.9.1940 'AKTION T4'            | Vogtswinkel 10 (⊙)         | Berta Anna Lang, * 13. Juli 1903 in Trossingen, galt als fröhliche, lebensfrohe und intelligente junge Frau, als sie nach dem Schulabschluss ihr Elternhaus verließ und in einen Haushalt „in Stellung“ kam. Einige Jahre später, im Alter von 25 Jahren, begann sie eine Arbeit als Servierfräulein in Mühlacker. Dort wurde sie Opfer massiver sexueller Belästigung. Sie kehrte schwer traumatisiert zu ihren Eltern nach Trossingen zurück. Sie wurde in die Irren-, Heil- und Pflegeanstalt Rottenmünster in Rottweil eingeliefert. Von dort wurde sie 1940 im Rahmen der Aktion T4 nach Grafeneck transportiert und dort ermordet. Der Stolperstein wurde am 20. Oktober 2021 verlegt. |
|              | HIER WOHNTE JOHANN MAURER JG. 1906 EINGEWIESEN 1927 HEILANSTALT ROTTENMÜNSTER VERLEGT 22.8.1940 GRAFENECK ERMORDET 22.8.1940 'AKTION T4'              | Eberhardstraße 5 (⊙)       | Johann Maurer, * 27. August 1906 in Trossingen, Kaufmann Der Stolperstein wurde am 20. Oktober 2021 verlegt. |
|              | HIER WOHNTE BERTA SCHÄFER JG. 1908 EINGEWIESEN 1932 HEILANSTALT ROTTENMÜNSTER VERLEGT 25.9.1940 GRAFENECK ERMORDET 25.9.1940 AKTION T4                | Uhlandstraße 3 (⊙)         | Berta Schäfer, * 20. Januar 1908 in Trossingen Der Stolperstein wurde am 21. Oktober 2024 verlegt. |

## Verlegedaten
- 20. Oktober 2021: 5 Stolpersteine (A. Birk, H. Hohner, E. Koch, B. Lang, J. Maurer)
- 21. Oktober 2024: 5 Stolpersteine (I. Birk, B. Burger, K. Gamper, E. Kratt, B. Schäfer)